# Gwiazdka z Holly
Gwiazdka z Holly (ang. Christmas with Holly) – amerykańsko-kanadyjski film dramatyczny z 2012 roku w reżyserii Allana Arkusha, wyprodukowany przez wytwórnie Hallmark Hall of Fame i Andrew Gottlieb Productions. Film powstał na podstawie powieści Christmas Eve at Friday Harbor z 2010 roku autorstwa Lisy Kleypas.
Premiera filmu odbyła się w Stanach Zjednoczonych 9 grudnia 2012 na antenie ABC.

## Fabuła
Film opisuje historię sześcioletniej Holly Nagle, która po niespodziewanej śmierci matki przestaje mówić i trafia pod opiekę swojego wuja Marka (Sean Faris). Mężczyzna porzuca dotychczasowe życie w Seattle i razem z dzieckiem przeprowadza się do rodzinnego miasta. Wspólnie z ekscentrycznymi braćmi – Alexem i Scottem – starają się stworzyć Holly ciepły i szczęśliwy dom. Tymczasem, do urokliwego miasteczka, po bolesnym rozstaniu, przeprowadza się także Maggie Conway. Kobieta otwiera wymarzony sklep z zabawkami i próbuje stworzyć miejsce przyjazne dzieciom, w którym będą mogły rozwijać swoją wyobraźnię. Maggie zwraca szczególną uwagę na Holly, widzi w niej małą dziewczynkę, która desperacko potrzebuje odrobiny magii. Wkrótce trzy zagubione dusze spotykają się i odkrywają, że Boże Narodzenie to wyjątkowy czas w roku, w którym wszystko jest możliwe.

## Obsada
- Eloise Mumford jako Maggie Conway
- Sean Faris jako Mark Nagle
- Alex Paxton-Beesley jako Shelby
- Josie i Lucy Gallina jako Holly Nagle
- Daniel Eric Gold jako Alex Nagle
- Dana Watkins jako Scott Nagle

## Produkcja
Zdjęcia do filmu kręcono w kanadyjskich miastach Halifax, Chester i Windsor.